# 鈴木美穂 (声優)
鈴木 美穂（すずき みほ、8月14日 - ）は、日本の女性元声優。

## 人物
方言は会津弁。
かつてオフィスPACに所属していた。2024年12月27日、同年12月31日をもって声優業を廃業することが所属事務所ホームページにて発表された。

## 出演作品

### テレビアニメ
- THE IDOLM@STER（女性記者）
- しまじろうヘソカ

### 吹き替え
- 僕が星になるまえに（クロエ）
- デクスター 警察官は殺人鬼 シーズン7
- MAD MEN マッドメン シーズン5（レベッカ）
- リゾーリ&アイルズ ヒロインたちの捜査線 シーズン2
- トンイ（チョングム）
- ダウントン・アビー 華麗なる英国貴族の館 シーズン1（グウェン[4]（ローズ・レスリー））
- グッド・ワイフ シーズン2（エリカ・ヒル）
- ディラン・ドッグ デッド・オブ・ナイト
- 太陽を抱く月
- ナース・ジャッキー シーズン2
- デスパレートな妻たち シーズン5
- HEROES シーズン4
- IRIS-アイリス-
- グッドラックチャーリー
- The Hills
- PETE & PETE
- イップ・マン 序章
- Rise of the Gargoyle
- レバレッジ 〜詐欺師たちの流儀
- Xファイル: 真実を求めて
- プロジェクト・ランウェイ シーズン4 第6話
- Role Models
- セックス・イズ・ゼロ シーズン2
- ボーンヤード〜素晴らしきスクラップ場〜
- STARTUP スタートアップ（タマラ・デイシー）

### ボイスオーバー
- 未確認モンスターを追え！ 3
- 現代の驚異
- 古代からの発見シーズン 3

### 舞台
- 遺産らぷそでぃ
- 菜の花らぷそでぃ
- 日暮町風土記